# 細身小鯷
細身小鯷（学名：Anchoa parva）為輻鰭魚綱鲱形目鳀科的其中一種，分布於中西大西洋區，包括加勒比海及南美洲北部海域，棲息深度可達50公尺，本魚體延長，吻長度約1/2眼徑，臀鰭短，體側具一條窄的銀色條紋，臀鰭軟條17-22條，體長可達6公分，喜群游，棲息在沿海、潟湖，以浮游生物為食，可作為食用魚或餌魚。

## 擴展閱讀
維基物種上的相關：細身小鯷